# 火影忍者劇場版：大活劇！雪姬忍法帖！！
《大活剧！雪姬忍法帖！！》（劇場版 NARUTO -ナルト- 大活劇!雪姫忍法帖だってばよ!!），日本动漫《火影忍者》的第一部剧场版，于2004年8月21日上映，本作的时间点位于电视版98集-107集之间。获选为2004年第八屆日本新媒体动漫艺术节动画部门推荐的作品。（同时上映：木叶的运动会）。电影频道（CCTV-6）亦曾引進並於2011年7月25日下午14:01分首播，片名翻譯為《火影忍者：拯救雪國公主》。

## 內容提要
火之国木叶忍者村的漩涡鸣人，和伙伴春野樱和宇智波佐助这次的任务是保护出演著名电影角色“风云公主”的当红女演员富士风雪绘出国前往雪之国的一处著名景点去完成《风云公主》系列影片大结局的拍摄。但不知为什么，这位女主角却似乎突然闹起了别扭，躲著剧组、更躲著护送她的鸣人一行人，死都不愿去拍完电影。
鸣人一行人好不容易把她骗到了开往雪之国的船上，但就在他们离他们的目的地不远时，岛上突然出现了一座巨大的冰山挡住了去路，而且冰山上出现了三个不速之客要阻止他们前进。那样的身手，那样的攻击方式‧‧‧原來他们也是忍者！
又经过一番艰苦的激战，他们终于到了雪之国，而卡卡西似乎開始觉得这一切好像和十年前執行的雪之国的任務绝对脱不开关系。
就在大家大惑不解之时，富士风雪绘的经纪人三太夫突然向剧组和鸣人他们道出了一个惊人的秘密……

## 登場人物

### 第七班
漩渦鳴人
聲：竹內順子﹝日﹞；蔣篤慧﹝台﹞；雷碧娜﹝港﹞
故事的主角，此時的鳴人已學會高破壞力的忍術「螺旋丸」。有九尾妖狐被封印在體內，有時可借用九尾妖狐的查克拉來增強自己的力量。
宇智波佐助
聲：杉山紀彰﹝日﹞；林佑俽﹝台﹞；黃麗芳﹝港﹞
宇智波一族的倖存者，擅長用火遁忍術。各方面能力皆有相當程度的下忍。此时的佐助已学会高破坏力的忍术“千鸟”。
春野櫻
聲：中村千繪﹝日﹞；丘梅君﹝台﹞；梁少霞﹝港﹞
擅長運用頭腦戰鬥的下忍，喜歡佐助。
旗木卡卡西
聲：井上和彥﹝日﹞；陳幼文﹝台﹞；雷霆﹝港﹞
外號「拷貝忍者」，擁有一隻寫輪眼的上忍。十年前曾在雪之國將公主救出，與雪忍者狼牙雪崩似乎有一段恩怨。

### 原創角色
風花小雪
聲：甲斐田裕子・幼年：美山加戀﹝日﹞；林佑俽﹝台﹞；黃玉娟﹝港﹞
本故事的關鍵人物，亦是本片女主角。
雪之國的公主，在叔叔風花怒濤叛變奪權時，被卡卡西所救，後來為躲避追殺，來到火之國當女演員並且化名富士風雪繪，是電影「風雲姬」系列的人氣女主角。身上握有開啟父親寶藏的鑰匙：六角水晶。
因年幼時受到的創傷而導致了她消極悲觀的個性。返國後也只能依附著風花怒濤，雖然起了反抗，結果卻跟鳴人一同被關押。後來鳴人成功逃獄，她也跟著被鳴人帶出，途中被其精神感動，並且產生感情。鳴人擊敗怒濤後成為雪之國女王，是少數親吻過鳴人的女子。
淺間三太夫
聲：西川幾雄
雪之國大臣，後來當上小雪的經紀人，目標為有朝一日能回到雪之國帶領大家反抗怒濤。返國後召集起大量的有志之士向怒濤發起反抗，但最終都被怒濤以苦無連射機關殺死。
牧野導演
聲：大塚周夫﹝日﹞；林保全﹝港﹞
執導「風雲姬」電影系列。

#### 雪之國
風花早雪
聲：石塚英彦﹝日﹞；劉昭文﹝港﹞
小雪的父親，前雪之國國王，期望能為雪之國帶來春天而開發了大型的發熱器，十年前就在完成前夕不幸死於弟弟怒濤之手。
風花怒濤
聲：磯部勉
本片終極敵人，小雪的叔叔，開發出查克拉盔甲。十年前率領雪忍三人眾叛變奪權，現在想要找出哥哥早雪所遺留的寶藏。發覺鳴人體內存在著九尾力量，所以在鳴人肚子上裝設了無法拿掉也無法破壞的查克拉控制裝置，並將鳴人關進監獄裡。
之後鳴人成功逃獄，在牧野導演的幫助下找到了他，同時向他發起挑戰，他也決定親自出馬對付鳴人，但是鳴人永不放棄的意志喚醒了七色查克拉，最後被鳴人以七彩螺旋丸徹底擊敗。

#### 雪忍三人眾
狼牙雪崩
聲：鈴置洋孝﹝日﹞；陳卓智﹝港﹞
雪忍之一，十年前似乎與卡卡西有一段恩怨，熟練冰遁忍術，然而因為太過依賴查克拉盔甲，被卡卡西以體術擊敗。
鶴翼吹雪
聲：唐澤潤﹝日﹞；謝潔貞﹝港﹞
雪忍之一，三人中唯一的女性，使用各種冰遁，其查克拉鎧甲能夠隨意飛行。與冬熊冰雨同時被小櫻與佐助聯手擊敗。
冬熊冰雨
聲：金子はりい﹝日﹞；張錦江﹝港﹞
雪忍之一，使用各種冰遁，其查克拉鎧甲能夠捕捉敵人。與鶴翼吹雪同時被小櫻與佐助聯手擊敗。

## 原創及冰遁忍術
- 冰遁·燕吹雪：鶴翼吹雪的招式，從空中凝結出飛燕狀的冰錐，屬於遠程（迴向）攻擊忍術。
- 冰遁·冰牢之術：鶴翼吹雪的招式，單手放進雪地上，就會創造出冰山/柱，被擊中的人會被冰封，也能防禦火遁·豪火球之術。（佔據地利）
- 冰遁·一角白鯨：狼牙雪崩的招式，創造出一角白鯨，攻擊敵人。旗木卡卡西亦複製此術。
- 冰遁·破龍猛虎：狼牙雪崩的招式，創造出一隻老虎，威力可以衝破水遁·水龍彈之術。
- 冰遁·狼牙雪崩：狼牙雪崩的招式，可製造雪崩，雪崩中會有狼群攻擊敵人。
- 冰遁·黑龍暴風雪：風花怒濤的招式，單手召喚出黑龍。
- 冰遁·雙龍暴風雪：風花怒濤的招式，雙手召喚出兩條黑龍。威力為黑龍暴風雪的兩倍，還能形成龍捲風。
- 操具·冰苦無：一種操具，鶴翼吹雪使用，以普通苦無繫上冰錐彈，苦無到地後冰錐便會發射，從而攻擊敵人。
- 櫻花吹雪之術：一種操具，春野樱的原創招式，用雪花一樣的微型引爆符飄到敵方上：然後用一張引爆符引爆，使其它微型引爆符同時爆炸，破壞力驚人。
- 七彩螺旋丸：其實是立體影像鏡反射太陽光，使螺旋丸的查克拉氣流顯現彩虹般的顏色。在本片的最後，漩渦鳴人以此招式徹底擊敗風花怒濤。

## 制作团体
- 監督 - 岡村天齋
- 脚本 - 隅澤克之

## 主题歌
- YUKI 《Home Sweet Home》
  - 作詞 － YUKI
  - 作曲 － 田中ユウスケ

## 外部連結
- 官方網站（日語）
- 豆瓣电影上《雪姬忍法帖》的資料 （简体中文）
- 时光网上《拯救雪国公主》的資料（简体中文）

| Animax 星期六 21:00－23:00 節目 | Animax 星期六 21:00－23:00 節目               | Animax 星期六 21:00－23:00 節目 |
| ------------------------------- | --------------------------------------------- | ------------------------------- |
|                                 | 火影忍者劇場版：雪姬忍法帖 （2016年12月24日） |                                 |
| 一拳超人 重播                   | 火影忍者劇場版 血獄                           |                                 |